# لوك فيليبس
لوك فيليبس (بالإنجليزية: Luke Phillips)‏ هو لاعب دوري الرغبي أسترالي، ولد في 4 أغسطس 1975 في كانبرا في أستراليا.